# 영덕군수
영덕군수는 경상북도 영덕군의 군수이다.

## 같이 보기
- 영덕군수 선거